# Canguro boxeador

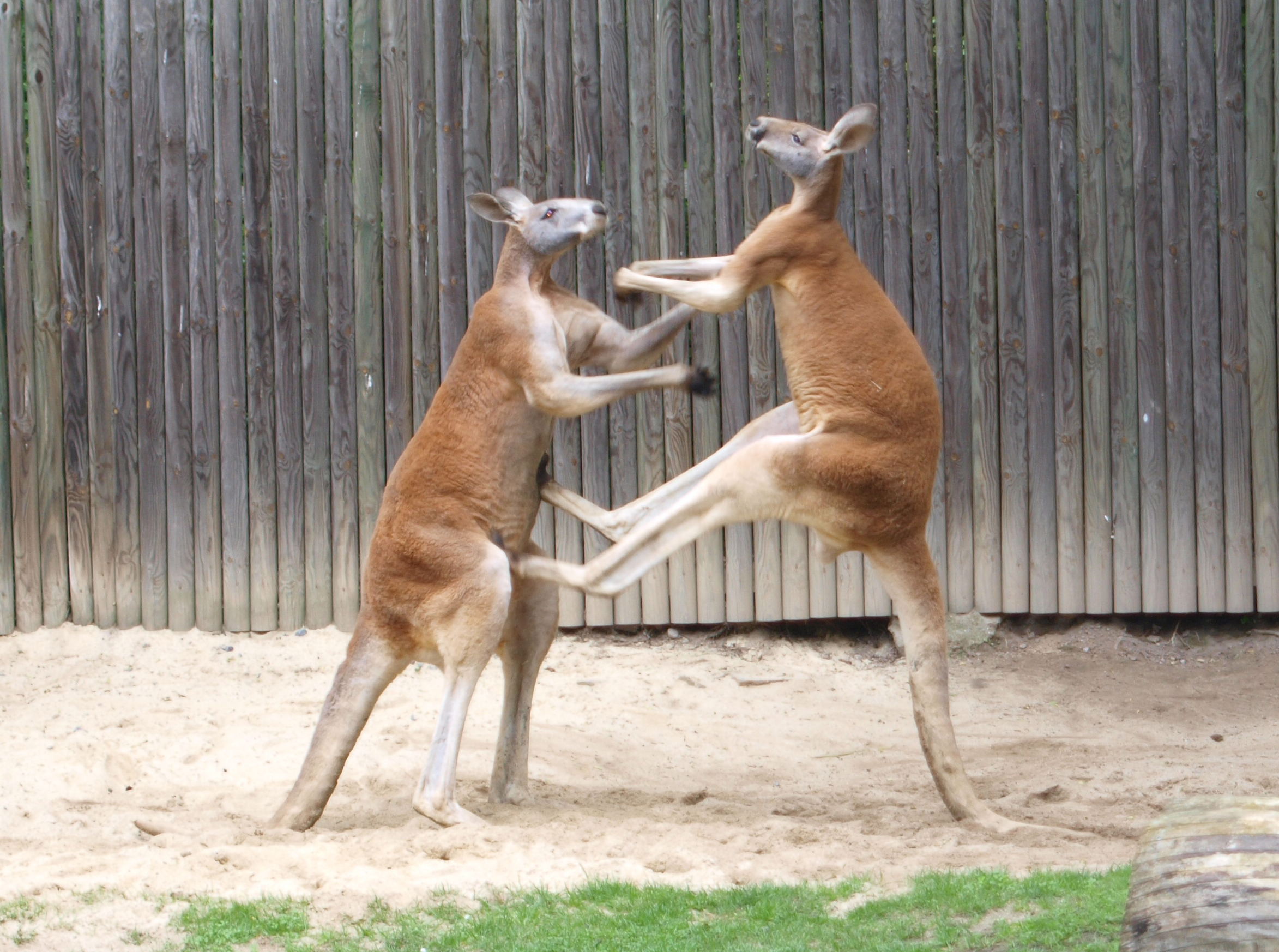
La inspiración del símbolo: dos canguros peleándose

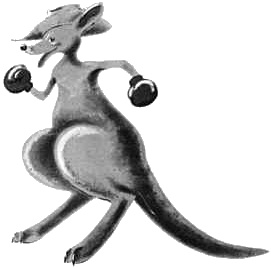
Un canguro boxeador, símbolo de la RAAF (1943-44)

El canguro boxeador es un símbolo nacional de Australia, símbolo muy recurrente en su cultura. Suele aparecer a los espectadores australianos en eventos deportivos, como partidos de cricket, tenis, baloncesto y partidos de fútbol, en los juegos de la Commonwealth y en los Juegos Olímpicos. El símbolo va asociado a una bandera de color verde claro, con un canguro boxeador. La bandera está también muy asociada a la selección nacional de rugby de Australia, conocidos como los canguros (Kangaroos). Esta ha sido considerada como la bandera de los "deportes en Australia".

## Historia

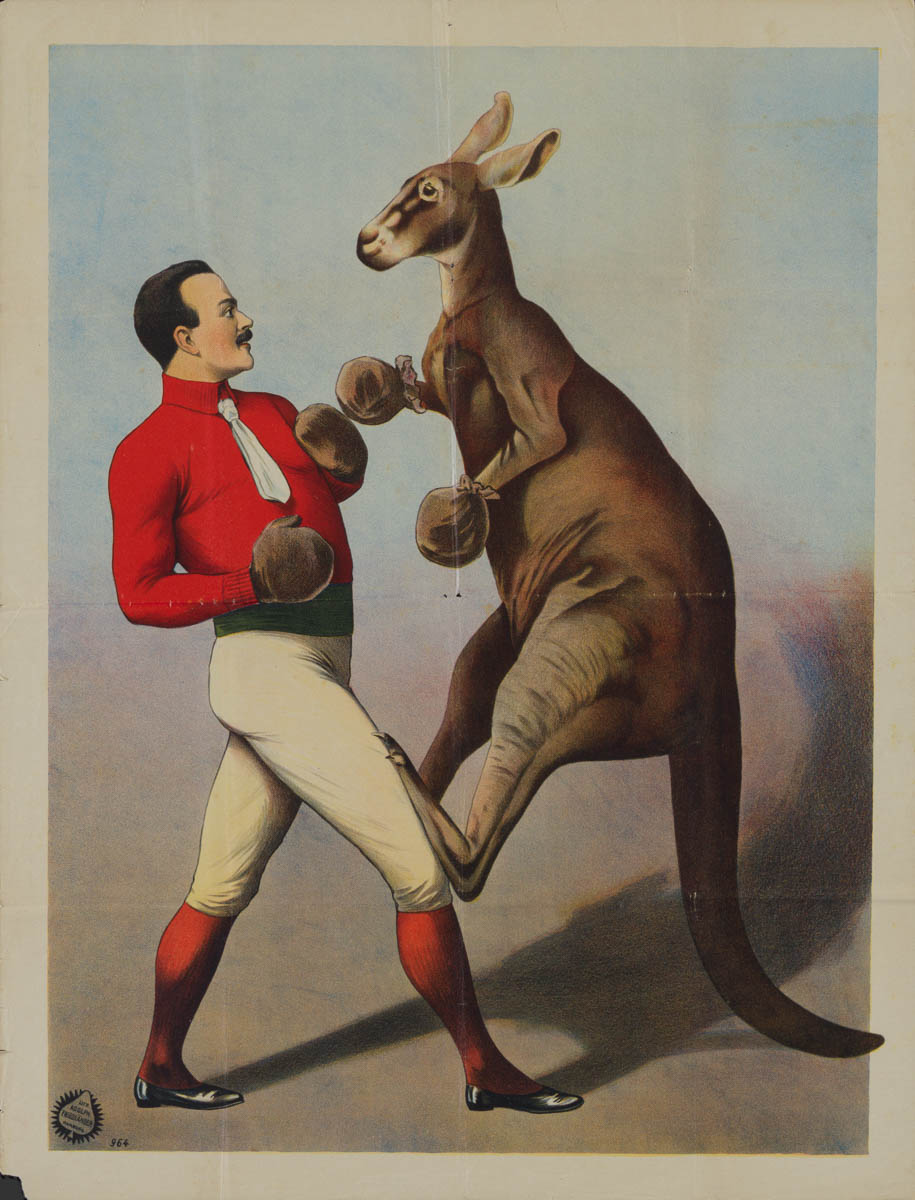
Canguro boxeador, póster de la década de 1890 de Adolph Friedländer.

La idea de un canguro boxeador se originó simplemente por el propio comportamiento defensivo del animal, durante el cual usa sus patas delanteras para bloquear al atacante mientras que usa las garras de las patas traseras para atacar a su adversario. Esta postura da la impresión de que el canguro está "boxeando" contra su atacante.
La primera aparición del canguro boxeador fue en 1891, cuando un dibujo llamado Jack, the figthing Kangarro with Professor Lendermann apareció en la revista Melbourne Punch.  In the late 19th century, outback travelling shows featured kangaroos wearing boxing gloves fighting against men. Das Boxende Känguruh, una película alemana de cine mudo de 1895 dirigida por Max Skladanowsky y The Boxing Kangaroo producida por Birt Acres en 1896 pusieron como protagonistas canguros boxeadores contra personas, mientras que los cortos animados norteamericanos  The Boxing Kangaroo (1920), Mickey's Kangaroo (1935) y Pop 'Im Pop! (1949) ayudaron a establecer el concepto del canguro boxeador en el cliché de la cultura popular. La película de Hollywood de 1978 Matilda protagonizada por Elliott Gould y Robert Mitchum, era protagonizada por un canguro boxeador que fue convertido en un valioso boxeador.
Durante la Segunda Guerra Mundial los canguros boxeadores fueron pintados en los cazas del Escuadrón N° 21 de la RAAF con base en Singapur y en la Malaya Británica, para diferenciar su aviación de los aviones británicos. La práctica pronto se extendió a otras unidades, como en algunos barcos de la Armada Real Australiana.
En 1983 el canguro boxeador acapararía importancia nacional e internacional cuando se usó como símbolo para el exitoso desafío australiano de la Copa América, donde la bandera del canguro boxeador, con canguro amarillo con guantes rojos sobre un fondo verde, ondearía en el yate Australia II. Alan Bond (propietario del barco) se apropió de la imagen y la registró para producirla en masa. La imagen fue más tarde vendida al Comité Olímpico Australiano, y fue usada como mascota para representar al equipo olímpico australiano y para promover los deportes y el juego limpio en las escuelas.

## La controversia de los Juegos Olímpicos de Invierno de 2010
En los Juegos Olímpicos de Vancouver 2010, el Comité Olímpico Internacional ordenó la retirada de una bandera del canguro boxeador que fue colgada en un balcón de la villa olímpica por atletas australianos. The COI ordenó la retirada ya que creía que era "demasiado comercial" y una marca registrada, pese a pertenecer realmente al Comité Olímpico Australiano, que es una organización sin ánimo de lucro.
El COI recibió duras críticas por ello, incluso, la vice primera ministra de Australia Julia Gillard acudió en apoyo de los atletas, declarando lo ridícula que era la decisión de la retirada de la bandera. El equipo australiano más tarde decidió que quitarían la bandera si recibían una carta formal pidiendo que lo hicieran.
El 9 de febrero de 2010, después de una reunión entre el presidente del COI Jacques Rogge y el presidente del Comité Olímpico australiano John Coates, fue acordado de que la bandera podía quedarse. "El COI tiene una conveniente política para proteger los derechos comerciales de sus patrocinadores" dijo Coates, "pero claramente en esta ocasión Australia tampoco estaba tratando de provocar al COI o al comité organizador de Vancouver.